# Roberto Rastapopoulos
Roberto Rastapopoulos är en skurk i serien Tintin. Alias: "Markis di Gorgonzola".
Rastapopoulos utvecklas till Tintins absoluta ärkefiende, och känns igen genom en sällsynt stor näsa. Hans stora näsa kommer också på tal då han vid ett tillfälle (Plan 714 till Sydney) jämförs med en näsapa.

## Medverkan i Tintins äventyr
- Tintin i Amerika (anonym och säger inget)
- Faraos cigarrer
- Blå Lotus
- Koks i lasten
- Castafiores Juveler (Nämns)
- Plan 714 till Sydney
- Tintin och hajsjön

## Beskrivning
Rastapopoulos är en omåttligt rik och fullständigt skrupelfri person, samtidigt som han har goda manér och rör sig i förnäma kretsar. Han är känd som ägare av filmbolaget Cosmos Pictures som bland annat spelar in film i Arabien, som visas på biograf i Kina och förmodligen över hela världen. Filminspelningarna verkar dock mest vara täckmantel för den profitabla narkotikakartellen han leder. Han sysslar också med slavhandel, och skaffar sig en trogen hejduk i Allan Thompson, som en tid var styrman under Kapten Haddock. Sambandet mellan Rastapopoulos och styrman Allan saknas dock i Krabban med guldklorna (där Tintin och kapten Haddock möts första gången). I Koks i lasten framgår att Rastapopoulos och styrman Allan samarbetar och båda finns där i samma album, men ej på samma sidnummer. Det är dock först i Plan 714 till Sydney Rastapopoulos och styrman Allan syns tillsammans på samma bilder.
Rastapopoulos dyker för allra första gången upp i Tintin i Amerika, men där finns han med i bara en enda serieruta som en anonym inbjuden vid en bankett till Tintins ära. Den första gången han deltar och är namngiven är i Faraos cigarrer där han får en viktig roll i handlingen, dock som föregiven vän till Tintin. Men i uppföljaren Blå Lotus avslöjar han sin ondska och presenterar sig med sitt fullständiga namn, Roberto Rastapopoulos. Det visar sig att han är ledare för ett knarksyndikat som handlar med opium. Han återkommer sedan som Markis di Gorgonzola i Koks i lasten där han bedriver slavhandel, här presenterar han sig som markis di Gorgonzola. Under en maskerad på sin privata lustjakt är Gorgonzola/Rastapopoulos förklädd till Mefistofeles. I slutet av äventyret försvinner han på ett sådant sätt att alla tror han är död. Den sista gången han medverkar är i Plan 714 till Sydney där han försöker stjäla flygplanstillverkaren Laszlo Carreidas förmögenhet, men blir kidnappad av utomjordingar. I det albumet berättar han (under inverkan av ett sanningsserum) också om sin brottsliga bana, där han bland annat ruinerat flera av sina närmaste släktingar. Carreidas är också påverkad av samma sanningsserum och de tävlar om vem som är ondast. Det visar sig att Rastapopoulos och Carreidas är ganska lika varandra.
Rastapopoulos finns också med i filmen Tintin och hajsjön, som inte är författad av Hergé, där han är en typisk superskurk, som hämtad från en James Bond-film.
Det framkommer varken i Tintin i Amerika eller i Faraos cigarrer att Rastapopoulos är skurk, utan det blir klarlagt först i Blå Lotus.